# Gymnázium Žďár nad Sázavou
Gymnázium ve Žďáře nad Sázavou je veřejné gymnázium, poskytující všeobecné středoškolské vzdělání ve čtyřletém a osmiletém cyklu. Škola klade důraz na výuku jazyků a přípravu ke studiu na všech vysokých školách. V současné době na gymnáziu studuje přibližně 465 studentů v 16 třídách. Výuku poskytuje 43 stálých učitelů. Zřizovatelem školy je kraj Vysočina.

## Historie
Gymnázium bylo založeno v roce 1953. Až do roku 1993 nemělo gymnázium vlastní budovu – výuka probíhala postupně v budovách 1. ZŠ, 2. ZŠ a Střední průmyslové školy. Prvního září 1993 začala výuka v nově dostavěné budově gymnázia na Neumannově ulici. Za 63 let existence gymnázia ukončilo svá studia 5 588 absolventů. Patří mezi ně například pražský pomocný biskup Zdenek Wasserbauer nebo generální ředitel hasičského záchranného sboru ČR Drahoslav Ryba. V sedmdesátých a osmdesátých letech zde byly zřizovány maturitní třídy, sloužící jako přípravné pro studenty, připravující se na studium v zahraničí. Tyto třídy měly studijní program rozšířen o intenzivní výuku jazyka (ruština) a profilových předmětů (matematika / fyzika, chemie / biologie, dějepis).